# Lijst van bewindslieden voor de KVP
Dit is een lijst van bewindslieden voor de KVP. Het betreft alle politici die voor de Katholieke Volkspartij minister of staatssecretaris in een Nederlands kabinet zijn geweest.
| Bewindspersoon                   | Post                         | Portefeuille                                     | Kabinet                    | Jaar      |
| -------------------------------- | ---------------------------- | ------------------------------------------------ | -------------------------- | --------- |
| Hans Kolfschoten                 | Minister                     | Justitie                                         | kabinet-Schermerhorn-Drees | 1945-1946 |
| Louis Beel                       | Minister                     | Binnenlandse Zaken                               | kabinet-Schermerhorn-Drees | 1945-1946 |
| Louis Beel                       | Minister-president           | Algemene Zaken                                   | kabinet-Beel I             | 1946-1948 |
| Louis Beel                       | Minister                     | Binnenlandse Zaken                               | kabinet-Drees I            | 1951-1952 |
| Louis Beel                       | Minister                     | Binnenlandse Zaken                               | kabinet-Drees II           | 1952-1956 |
| Louis Beel                       | Minister-president           | Algemene Zaken                                   | kabinet-Beel II            | 1958-1959 |
| Louis Beel                       | Minister                     | Sociale Zaken en Volksgezondheid                 | kabinet-Beel II            | 1958-1959 |
| Steef van Schaik                 | Minister                     | Verkeer en Energie                               | kabinet-Schermerhorn-Drees | 1945-1946 |
| Petyrus Johannes Witteman        | Minister                     | Binnenlandse Zaken                               | kabinet-Beel I             | 1946-1948 |
| Johannes Henricus van Maarseveen | Minister                     | Justitie                                         | kabinet-Beel I             | 1946-1948 |
| Johannes Henricus van Maarseveen | Minister                     | Justitie                                         | Kabinet-Drees-Van Schaik   | 1948-1949 |
| Johannes Henricus van Maarseveen | Minister                     | Overzeese Gebiedsdelen                           | Kabinet-Drees-Van Schaik   | 1949-1951 |
| Johannes Henricus van Maarseveen | Minister                     | Binnenlandse Zaken                               | kabinet-Drees I            | 1951      |
| Jos Gielen                       | Minister                     | Onderwijs, Wetenschap en Kunsten                 | kabinet-Beel I             | 1946-1948 |
| Alexander Fiévez                 | Minister                     | Oorlog                                           | kabinet-Beel I             | 1946-1948 |
| Alexander Fiévez                 | Minister                     | Marine                                           | kabinet-Beel I             | 1946-1948 |
| Gerardus Huysmans                | Minister                     | Economische Zaken                                | kabinet-Beel I             | 1946-1947 |
| Jan van den Brink                | Minister                     | Economische Zaken                                | kabinet-Beel I             | 1947-1948 |
| Jan van den Brink                | Minister                     | Economische Zaken                                | kabinet-Drees-Van Schaik   | 1948-1951 |
| Jan van den Brink                | Minister                     | Economische Zaken                                | kabinet-Drees I            | 1951-1952 |
| René Wijers                      | Minister                     | Justitie                                         | kabinet-Drees-Van Schaik   | 1948-1950 |
| Teun Struycken                   | Minister                     | Justitie                                         | kabinet-Drees-Van Schaik   | 1950-1951 |
| Teun Struycken                   | Minister                     | Binnenlandse Zaken                               | kabinet-Drees III          | 1956-1959 |
| Teun Struycken                   | Minister                     | Binnenlandse Zaken                               | kabinet-Beel II            | 1958-1959 |
| Teun Struycken                   | Minister                     | Justitie                                         | kabinet-Beel II            | 1958-1959 |
| Teun Struycken                   | Minister                     | kabinet-Zijlstra                                 | 1966-1967                  |           |
| Frans Teulings                   | Minister                     | Binnenlandse Zaken                               | kabinet-Drees-Van Schaik   | 1949-1951 |
| Frans Teulings                   | Minister zonder portefeuille | Bescherming bevolking en burgerlijke verdediging | kabinet-Drees I            | 1951-1952 |
| Theo Rutten                      | Minister                     | Onderwijs, Kunsten en Wetenschappen              | kabinet-Drees-Van Schaik   | 1948-1951 |
| Theo Rutten                      | Minister                     | Onderwijs, Kunsten en Wetenschappen              | kabinet-Drees I            | 1951-1952 |
| Maan Sassen                      | Minister                     | Overzeese gebiedsdelen                           | kabinet-Drees-Van Schaik   | 1948-1949 |
| Josef van Schaik                 | Minister zonder portefeuille | Binnenlandse Zaken                               | kabinet-Drees-Van Schaik   | 1948-1951 |
| Jo Cals                          | Staatssecretaris             | Onderwijs, Kunsten en Wetenschappen              | kabinet-Drees-Van Schaik   | 1950-1951 |
| Jo Cals                          | Staatssecretaris             | Onderwijs, Kunsten en Wetenschappen              | kabinet-Drees I            | 1951-1952 |
| Jo Cals                          | Minister                     | Onderwijs, Kunsten en Wetenschappen              | kabinet-Drees II           | 1952-1956 |
| Jo Cals                          | Minister                     | Onderwijs, Kunsten en Wetenschappen              | kabinet-Drees III          | 1956-1958 |
| Jo Cals                          | Minister                     | Onderwijs, Kunsten en Wetenschappen              | kabinet-Beel II            | 1958-1959 |
| Jo Cals                          | Minister                     | Onderwijs, Kunsten en Wetenschappen              | kabinet-De Quay            | 1959-1963 |
| Jo Cals                          | Minister-president           | Algemene Zaken                                   | kabinet-Cals               | 1965-1966 |
| Harry Moorman                    | Staatssecretaris             | Oorlog                                           | kabinet-Drees-Van Schaik   | 1950-1951 |
| Harry Moorman                    | Staatssecretaris             | Marine                                           | kabinet-Drees-Van Schaik   | 1950-1951 |
| Harry Moorman                    | Staatssecretaris             | Oorlog                                           | kabinet-Drees-Van Schaik   | 1951-1952 |
| Harry Moorman                    | Staatssecretaris             | Marine                                           | kabinet-Drees-Van Schaik   | 1951-1952 |
| Harry Moorman                    | Staatssecretaris             | kabinet-Drees II                                 | 1952-1956                  |           |
| Harry Moorman                    | Staatssecretaris             | kabinet-Drees III                                | 1956-1958                  |           |
| Harry Moorman                    | Staatssecretaris             | kabinet-Beel II                                  | 1958-1959                  |           |
| Wim van der Grinten              | Staatssecretaris             | Economische Zaken                                | kabinet-Drees-Van Schaik   | 1949-1951 |
| Leonard Antoon Hubert Peters     | Minister                     | Uniezaken en Overzeese Gebiedsdelen              | kabinet-Drees I            | 1951-1952 |
| Guus Albregts                    | Minister zonder portefeuille | Publiekrechtelijke Bedrijfsorganisatie           | kabinet-Drees I            | 1951-1952 |
| Herman Witte                     | Minister                     | Wederopbouw en Volkshuisvesting                  | kabinet-Drees II           | 1952-1956 |
| Herman Witte                     | Minister                     | Volkshuisvesting en Bouwnijverheid               | kabinet-Drees III          | 1956-1959 |
| Herman Witte                     | Minister                     | Volkshuisvesting en Bouwnijverheid               | kabinet-Beel II            | 1958-1959 |
| Frans-Joseph van Thiel           | Minister                     | Maatschappelijk Werk                             | kabinet-Drees II           | 1952-1956 |
| Joseph Luns                      | Minister zonder portefeuille | Buitenlandse Zaken                               | kabinet-Drees II           | 1952-1956 |
| Joseph Luns                      | Minister                     | Buitenlandse Zaken                               | kabinet-Drees III          | 1956-1958 |
| Joseph Luns                      | Minister                     | Buitenlandse Zaken                               | kabinet-Beel II            | 1958-1959 |
| Joseph Luns                      | Minister                     | Buitenlandse Zaken                               | kabinet-De Quay            | 1959-1963 |
| Joseph Luns                      | Minister                     | Buitenlandse Zaken                               | kabinet-Marijnen           | 1963-1965 |
| Joseph Luns                      | Minister                     | Buitenlandse Zaken                               | kabinet-Cals               | 1965-1966 |
| Joseph Luns                      | Minister                     | Buitenlandse Zaken                               | kabinet-Zijlstra           | 1966-1967 |
| Joseph Luns                      | Minister                     | Buitenlandse Zaken                               | kabinet-De Jong            | 1967-1971 |
| Adrianus Cornelis de Bruijn      | Minister zonder portefeuille | Publiekrechtelijke Bedrijfsorganisatie           | kabinet-Drees II           | 1952-1956 |
| Anna de Waal                     | Staatssecretaris             | Onderwijs, Kunsten en Wetenschappen              | kabinet-Drees II           | 1953-1956 |
| Anna de Waal                     | Staatssecretaris             | Onderwijs, Kunsten en Wetenschappen              | kabinet-Drees III          | 1956-1957 |
| Gerard Veldkamp                  | Staatssecretaris             | Economische Zaken                                | kabinet-Drees II           | 1952-1956 |
| Gerard Veldkamp                  | Staatssecretaris             | Economische Zaken                                | kabinet-Drees III          | 1956-1958 |
| Gerard Veldkamp                  | Staatssecretaris             | Economische Zaken                                | kabinet-Beel II            | 1958-1959 |
| Gerard Veldkamp                  | Staatssecretaris             | Economische Zaken                                | kabinet-De Quay            | 1959-1961 |
| Gerard Veldkamp                  | Minister                     | Sociale Zaken en Volksgezondheid                 | kabinet-De Quay            | 1961-1963 |
| Gerard Veldkamp                  | Minister                     | Sociale Zaken en Volksgezondheid                 | kabinet-Cals               | 1965-1966 |
| Gerard Veldkamp                  | Minister                     | Sociale Zaken en Volksgezondheid                 | kabinet-Marijnen           | 1963-1965 |
| Gerard Veldkamp                  | Minister                     | Sociale Zaken en Volksgezondheid                 | kabinet-Zijlstra           | 1966-1967 |
| Marga Klompé                     | Minister                     | Maatschappelijk Werk                             | kabinet-Drees III          | 1956-1958 |
| Marga Klompé                     | Minister                     | Maatschappelijk Werk                             | kabinet-Beel II            | 1958-1959 |
| Marga Klompé                     | Minister                     | Maatschappelijk Werk                             | kabinet-De Quay            | 1959-1963 |
| Marga Klompé                     | Minister                     | Maatschappelijk Werk                             | kabinet-Zijlstra           | 1966-1967 |
| Marga Klompé                     | Minister                     | Maatschappelijk Werk                             | kabinet-Zijlstra           | 1967-1971 |
| Norbert Schmelzer                | Staatssecretaris             | Binnenlandse Zaken                               | kabinet-Drees III          | 1956-1958 |
| Norbert Schmelzer                | Staatssecretaris             | Binnenlandse Zaken                               | kabinet-Beel II            | 1958-1959 |
| Norbert Schmelzer                | Staatssecretaris             | Algemene Zaken                                   | kabinet-De Quay            | 1959-1963 |
| Norbert Schmelzer                | Minister                     | Buitenlandse Zaken                               | kabinet-Biesheuvel I       | 1971-1972 |
| Norbert Schmelzer                | Minister                     | Buitenlandse Zaken                               | kabinet-Biesheuvel II      | 1972-1973 |
| René Höppener                    | Staatssecretaris             | Onderwijs, Kunsten en Wetenschappen              | kabinet-Drees III          | 1956-1958 |
| René Höppener                    | Staatssecretaris             | Onderwijs, Kunsten en Wetenschappen              | kabinet-Beel II            | 1958-1959 |
| Jan de Quay                      | Minister-president           | Algemene Zaken                                   | kabinet-De Quay            | 1959-1963 |
| Jan de Quay                      | Minister                     | Verkeer en Waterstaat                            | kabinet-Zijlstra           | 1966-1967 |
| Victor Marijnen                  | Minister                     | Landbouw                                         | kabinet-De Quay            | 1959-1963 |
| Victor Marijnen                  | Minister-president           | Algemene Zaken                                   | kabinet-Marijnen           | 1963-1965 |
| Charles van Rooy                 | Minister                     | Sociale Zaken en Volksgezondheid                 | kabinet-De Quay            | 1959-1961 |
| Theo Bot                         | Staatssecretaris             | Binnenlandse Zaken                               | kabinet-De Quay            | 1959-1963 |
| Theo Bot                         | Minister                     | Onderwijs, Kunsten en Wetenschappen              | kabinet-Marijnen           | 1963-1965 |
| Theo Bot                         | Minister zonder portefeuille | Hulp aan Ontwikkelingslanden                     | kabinet-Cals               | 1965-1966 |
| Theo Bot                         | Minister zonder portefeuille | Hulp aan Ontwikkelingslanden                     | kabinet-Zijlstra           | 1966-1967 |
| Gerard Stubenrouch               | Staatssecretaris             | Onderwijs, Kunsten en Wetenschappen              | kabinet-De Quay            | 1959-1962 |
| Harry Janssen                    | Staatssecretaris             | Onderwijs, Kunsten en Wetenschappen              | kabinet-De Quay            | 1962-1963 |
| Piet de Jong                     | Staatssecretaris             | Defensie                                         | kabinet-De Quay            | 1959-1963 |
| Piet de Jong                     | Minister                     | Defensie                                         | kabinet-Marijnen           | 1963-1965 |
| Piet de Jong                     | Minister                     | Defensie                                         | kabinet-Cals               | 1965-1966 |
| Piet de Jong                     | Minister                     | Defensie                                         | kabinet-Zijlstra           | 1966-1967 |
| Piet de Jong                     | Minister-president           | Algemene Zaken                                   | kabinet-De Jong            | 1967-1971 |
| Frans Gijzels                    | Staatssecretaris             | Economische Zaken                                | kabinet-De Quay            | 1961-1963 |
| Pieter Bogaers                   | Minister                     | Volkshuisvesting en bouwnijverheid               | kabinet-Marijnen           | 1963-1965 |
| Pieter Bogaers                   | Minister                     | Volkshuisvesting en bouwnijverheid               | kabinet-Cals               | 1965-1966 |
| Leo de Block                     | Staatssecretaris             | Buitenlandse zaken                               | kabinet-Marijnen           | 1963-1965 |
| Leo de Block                     | Staatssecretaris             | Buitenlandse zaken                               | kabinet-Cals               | 1965-1966 |
| Leo de Block                     | Staatssecretaris             | Buitenlandse zaken                               | Kabinet-Zijlstra           | 1966-1967 |
| Leo de Block                     | Staatssecretaris             | Verkeer en Waterstaat                            | Kabinet-Zijlstra           | 1966-1967 |
| Leo de Block                     | Minister                     | Economische Zaken                                | kabinet-De Jong            | 1967-1970 |
| Louis van de Laar                | Staatssecretaris             | Onderwijs, Kunsten en Wetenschappen              | kabinet-Marijnen           | 1963-1965 |
| Aloysius Bartels                 | Staatssecretaris             | Sociale Zaken en Volksgezondheid                 | kabinet-Marijnen           | 1963-1965 |
| Aloysius Bartels                 | Staatssecretaris             | Sociale Zaken en Volksgezondheid                 | kabinet-Cals               | 1965-1966 |
| Aloysius Bartels                 | Staatssecretaris             | Sociale Zaken en Volksgezondheid                 | kabinet-Zijlstra           | 1966-1967 |
| José de Meijer                   | Staatssecretaris             | Sociale Zaken en Volksgezondheid                 | kabinet-Marijnen           | 1963-1965 |
| José de Meijer                   | Staatssecretaris             | Sociale Zaken en Volksgezondheid                 | kabinet-Cals               | 1965-1966 |
| José de Meijer                   | Staatssecretaris             | Sociale Zaken en Volksgezondheid                 | kabinet-Zijlstra           | 1966-1967 |
| Johannes Borghouts               | Staatssecretaris             | Defensie                                         | kabinet-Cals               | 1965-1966 |
| Willem Hoefnagels                | Staatssecretaris             | Financiën                                        | kabinet-Cals               | 1965-1966 |
| Louis van Son                    | Staatssecretaris             | Economische Zaken                                | kabinet-Zijlstra           | 1966-1967 |
| Louis van Son                    | Staatssecretaris             | Economische Zaken                                | kabinet-De Jong            | 1967-1971 |
| Gerard Veringa                   | Minister                     | Onderwijs en Wetenschappen                       | kabinet-De Jong            | 1967-1971 |
| Roelof Nelissen                  | Minister                     | Economische Zaken                                | kabinet-De Jong            | 1970-1971 |
| Roelof Nelissen                  | Minister                     | Financiën                                        | kabinet-Biesheuvel I       | 1971-1972 |
| Roelof Nelissen                  | Minister                     | Financiën                                        | kabinet-Biesheuvel II      | 1972-1973 |
| Pierre Lardinois                 | Minister                     | Landbouw                                         | kabinet-De Jong            | 1967-1971 |
| Pierre Lardinois                 | Minister                     | Landbouw                                         | kabinet-Biesheuvel I       | 1971-1972 |
| Pierre Lardinois                 | Minister                     | Landbouw                                         | kabinet-Biesheuvel II      | 1972-1973 |
| Ferd Grapperhaus                 | Staatssecretaris             | Financiën                                        | kabinet-De Jong            | 1967-1971 |
| Anthony Ernst Mary Duynstee      | Staatssecretaris             | Defensie                                         | kabinet-De Jong            | 1967-1971 |
| Hein van de Poel                 | Staatssecretaris             | Cultuur, Recreatie en Maatschappelijk Werk       | kabinet-De Jong            | 1967-1971 |
| Dries van Agt                    | Minister                     | Justitie                                         | kabinet-Biesheuvel I       | 1971-1972 |
| Dries van Agt                    | Minister                     | Justitie                                         | kabinet-Biesheuvel II      | 1972-1973 |
| Dries van Agt                    | Minister                     | Justitie                                         | kabinet-Den Uyl            | 1973-1977 |
| Piet Engels                      | Minister                     | Cultuur, Recreatie en Maatschappelijk Werk       | kabinet-Biesheuvel I       | 1971-1972 |
| Piet Engels                      | Minister                     | Cultuur, Recreatie en Maatschappelijk Werk       | kabinet-Biesheuvel II      | 1972-1973 |
| Louis Stuyt                      | Minister                     | Volksgezondheid en Milieuhygiëne                 | kabinet-Biesheuvel I       | 1971-1972 |
| Louis Stuyt                      | Minister                     | Volksgezondheid en Milieuhygiëne                 | kabinet-Biesheuvel II      | 1972-1973 |
| Tjerk Westerterp                 | Staatssecretaris             | Buitenlandse Zaken                               | kabinet-Biesheuvel I       | 1971-1972 |
| Tjerk Westerterp                 | Staatssecretaris             | Buitenlandse Zaken                               | kabinet-Biesheuvel II      | 1972-1973 |
| Tjerk Westerterp                 | Minister                     | Verkeer en Waterstaat                            | kabinet-Den Uyl            | 1973-1977 |
| Cees Schelfhout                  | Staatssecretaris             | Onderwijs en Wetenschappen                       | kabinet-Biesheuvel I       | 1971-1972 |
| Cees Schelfhout                  | Staatssecretaris             | Onderwijs en Wetenschappen                       | kabinet-Biesheuvel II      | 1972-1973 |
| Fons van der Stee                | Staatssecretaris             | Financiën                                        | kabinet-Biesheuvel I       | 1971-1972 |
| Fons van der Stee                | Staatssecretaris             | Financiën                                        | kabinet-Biesheuvel II      | 1972-1973 |
| Fons van der Stee                | Staatssecretaris             | Financiën                                        | kabinet-Den Uyl            | 1973      |
| Fons van der Stee                | Minister                     | Landbouw                                         | kabinet-Den Uyl            | 1973-1977 |
| Werner Buck                      | Staatssecretaris             | Volkshuisvesting en Ruimtelijke Ordening         | kabinet-Biesheuvel I       | 1971-1972 |
| Werner Buck                      | Staatssecretaris             | Volkshuisvesting en Ruimtelijke Ordening         | kabinet-Biesheuvel II      | 1972-1973 |
| Johannes Oostenbrink             | Staatssecretaris             | Economische Zaken                                | kabinet-Biesheuvel I       | 1971-1972 |
| Johannes Oostenbrink             | Staatssecretaris             | Economische Zaken                                | kabinet-Biesheuvel II      | 1972-1973 |
| Ruud Lubbers                     | Minister                     | Economische Zaken                                | kabinet-Den Uyl            | 1973-1977 |
| Tiemen Brouwer                   | Minister                     | Landbouw                                         | kabinet-Den Uyl            | 1973      |
| Martin van Rooijen               | Staatssecretaris             | Financiën                                        | kabinet-Den Uyl            | 1973-1977 |
| Joep Mommersteeg                 | Staatssecretaris             | Defensie                                         | kabinet-Den Uyl            | 1973-1974 |
| Cees van Lent                    | Staatssecretaris             | Defensie                                         | kabinet-Den Uyl            | 1974-1977 |
| Ted Hazekamp                     | Staatssecretaris             | Economische Zaken                                | kabinet-Den Uyl            | 1973-1977 |
| Jan Mertens                      | Staatssecretaris             | Sociale Zaken                                    | kabinet-Den Uyl            | 1973-1977 |
| Jo Hendriks                      | Staatssecretaris             | Volksgezondheid en Milieuhygiëne                 | kabinet-Den Uyl            | 1973-1977 |